# 八王子市立上川口小学校
八王子市立上川口小学校（はちおうじしりつかみかわぐちしょうがっこう）は、東京都八王子市上川町にある東京都八王子市立小学校である。

## 概要
日本で最初の近代的な学校制度である小学校だが最近は児童が減少している。

## 沿革

### 年表
- 1875年11月21日 - 上川口学校として設立される。[2]
- 1909年 - 南多摩郡上川口尋常小学校に改名
- 1955年 - 八王子市立上川口小学校に改名
- 1959年 - 校歌制定[3]

## 教育方針
- か ＝ 考える子（知・思考力）
- み ＝ みんなで進む子（徳・社会力）
- か ＝ 体も心も元気な子（体・精神力）
- わ ＝ わくわくドキドキする子（豊かな感性）

## 通学区域
- 八王子市
  - 上川町
  - 川口町3515

## 進学先中学校
- 八王子市立川口中学校

## 交通
- JR中央線快速八王子駅または京王電鉄京王線より西東京バス「川口小学校経由武蔵五日市駅」行きもしくは「今熊」行きで45分「上川口小学校」下車
- JR五日市線武蔵五日市駅より西東京バス「京王八王子」行きで12分「上川口小学校」下車